# Gijs Naber

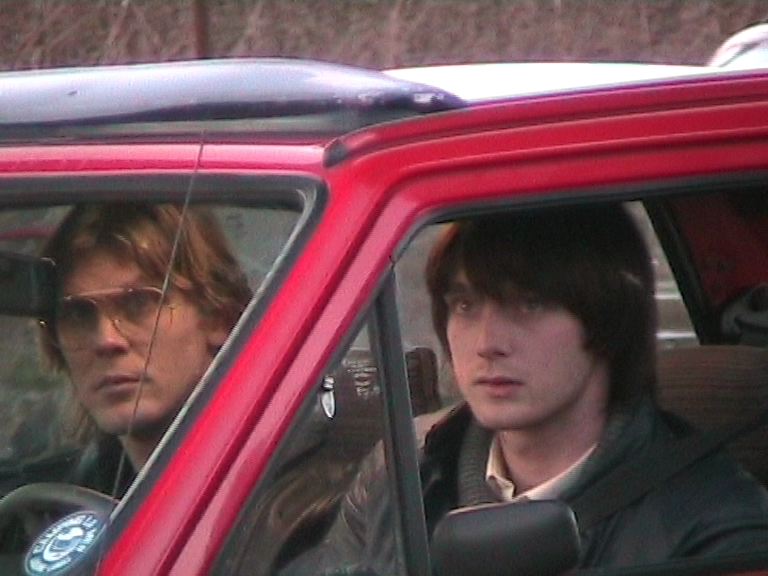
Gijs Naber (links) und Reinout Scholten van Aschat, 2011

Gijs Naber (* 9. August 1980 in Vinkeveen, Provinz Utrecht) ist ein niederländischer Schauspieler. Neben einer erfolgreichen Bühnenkarriere trat er seit Ende der 1990er-Jahre in über 50 Film- und Fernsehrollen in Erscheinung. Für die Filmkomödie Aanmodderfakker (2014) wurde er mit dem wichtigsten niederländischen Filmpreis Goldenes Kalb ausgezeichnet.

## Leben
Gijs Naber wuchs in seinem Geburtsort Vinkeveen in der Nähe von Amsterdam auf. In seiner Jugend spielte er Fußball und ist Fan des Klubs Ajax Amsterdam. Auch ist er ein großer Bewunderer des Schlagersängers André Hazes. Als Kind galt Naber als kontaktfreudig und Klassenclown, litt aber in der Schule unter Konzentrationsproblemen und musste mindestens eine Klassenstufe wiederholen. Im Schultheater bei seinem Lehrer Carl Nieber fand der zuvor ziellose Jugendliche ein Ventil für seine überschüssige Energie. Bei der Berufswahl Schauspieler wurde er von seiner Mutter und später auch von seinem anfangs zögerlichen Vater unterstützt.
Nach seinem ersten Kontakt mit dem Fernsehen als 17-Jähriger wurde er noch in der Sekundarschule an der Toneelacademie Maastricht angenommen, obwohl er das Abitur nicht bestehen sollte. An der dortigen Akademie der Darstellenden Künste absolvierte er von 1999 bis 2003 (anderen Angaben zufolge 1998–2002) ein Schauspielstudium, wo er Hans Münstermann zu seinen Mentoren zählte. Dort gelang es ihm, seine früheren Probleme in der Schule zu überwinden, und er wurde erwachsener. Auch entdeckte er eine enge Verbindung zum Theater. Nach Abschluss seiner Ausbildung begann er freiberuflich zu arbeiten.
Naber lebt seit 2004 in Amsterdam und ist mit seiner niederländischen Schauspielkollegin Thekla Reuten liiert. Aus der Beziehung gingen zwei Kinder hervor. Eine enge Freundschaft verband ihn mit dem verstorbenen Schauspielkollegen Jeroen Willems. Reuten ist mit diesem verwandt; beide lernten sich auf seiner Beerdigung im Jahr 2012 kennen.

## Karriere

### Theater- sowie Film- und Fernseharbeit in den Niederlanden
Gijs Naber gab sein Fernsehdebüt im Alter von 17 Jahren in der Literaturverfilmung De Ziener (1998) nach Simon Vestdijk. Nach seiner Schauspielausbildung in Maastricht begann er eine Bühnenkarriere am Bij Ro Theater in Rotterdam. Die Arbeit dort gab ihm Sicherheit und er war von 2007 bis 2015 dort als festes Ensemblemitglied angestellt. Er übernahm sowohl Rollen in klassischen Stücken wie König Lear und Romeo und Julia als auch in zeitgenössischen Stoffen. Im Jahr 2012 wurde er für seine Darstellung des Biff Loman in einer Inszenierung von Arthur Millers Tod eines Handlungsreisenden (Dood van een handelsreiziger) mit dem Preis Arlecchino der niederländischen Theaterjury ausgezeichnet. Im Musical Lang en gelukkig (2014) übernahm er als böse Stieftochter Hilton erstmals eine Frauenrolle, während er in derselben Inszenierung den Part des schwulen Lakaien Willy spielte.
Parallel zur Arbeit im Theater trat Naber in über 50 Film- und Fernsehproduktionen in Erscheinung. Eine Nebenrolle bekleidete er in Der sechste Mai (2004), dem letzten Spielfilm des ermordeten Regisseurs Theo van Gogh. Zwei Jahre später gehörte er zum Schauspielensemble von Paul Verhoevens preisgekröntem Historienthriller Black Book (2006). Mit der Zeit folgten immer größere Neben- und auch Hauptrollen im niederländischen Kino, darunter der Part des Meier in Alex van Warmerdams grotesker Tragikomödie Die letzten Tage der Emma Blank (2009). Nach Antoinette Beumers preisgekröntem Thriller Loft (2010) war Naber als Cor van Hout in Maarten Treurniets Kriminalfilm Die Heineken Entführung (2011) an der Seite von Rutger Hauer zu sehen. Bekanntheit in seiner Heimat brachten ihm auch Hauptrollen in mehreren Fernsehserien ein. So spielte er in Lieve Liza (2012–2013) einen Sportjournalisten, der bei einem Frauenmagazin anfängt. In der Krimiserie Penoza (2013–2017) schlüpfte er in 30 Folgen in die Rolle des virilen Lucas „Storm“ Albema, der eine kriminelle Familienbande zu unterwandern versucht.
Den Durchbruch als Kinoschauspieler in den Niederlanden ebnete ihm die Hauptrolle des Thijs in Michiel ten Horns Komödie Aanmodderfakker (2014). Für seine Darstellung eines narzisstischen und egozentrischen Langzeitstudenten in den 30ern, der sich in eine halb so alte Babysitterin verliebt, gewann Naber den wichtigsten niederländischen Filmpreis Goldenes Kalb. Aanmodderfakker wurde ebenfalls als bester Film des Jahres ausgezeichnet. Drei Jahre später war er in Mike van Diems internationaler Koproduktion Tulipani: Liefde, eer en een fiets (2017) als Bauer aus Zeeland zu sehen, der nach der Flutkatastrophe von 1953 eine erfolgreiche Karriere als Tulpenzüchter in Süditalien einschlägt. Im Action-Historienepos Pfad des Kriegers (2018), das später auch als Fernsehmehrteiler unter dem Titel Redbad – The Legend (2019) verwertet werden sollte, übernahm Naber die Titelrolle des friesischen Königs Radbod. Im Jahr 2019 folgte eine weitere Auszeichnung mit dem Goldenen Kalb für die männliche Hauptrolle des Willem Holleeder in der Krimiserie Judas (2019).

### Auftritte im internationalen Kino
Durch den internationalen Erfolg seiner Lebenspartnerin Thekla Reuten sah sich Naber angespornt, ab dem Jahr 2018 ebenfalls nach Rollen in internationalen Filmproduktionen Ausschau zu halten. Trotz zahlreicher Engagements im niederländischen Film und Fernsehen hatte er zuvor Kritik an zu geringen Budgets und unfertigen Drehbüchern in seinem Heimatland geübt.
Im Jahr 2019 nahm Naber die Rolle eines Pornoregisseurs in dem Kurzfilm Casting des ungarischen Filmstudenten Sándor Csoma an. Das Werk wurde mit über zwei Dutzend internationalen Film- und Festivalpreisen ausgezeichnet und machte ihn mit Cosmas Dozentin an der Filmhochschule, Ildikó Enyedi, bekannt. Die preisgekrönte Regisseurin besetzte ihn daraufhin neben Léa Seydoux in dem englischsprachigen Historienfilm Die Geschichte meiner Frau. Obwohl Naber aus Enyedis Sicht weit entfernt von der üblichen Besetzung für eine Liebesgeschichte gewesen sei, sollte sie ihn später für sein sowohl kraftvolles als auch verletzliches und unschuldiges Spiel als Kapitän Jakob Störr loben, was ihrer Meinung nach der Schlüssel zum Film gewesen sei.
Die Geschichte meiner Frau erhielt im Jahr 2021 eine Einladung in den Wettbewerb um die Goldene Palme des 74. Filmfestivals von Cannes. Im selben Jahr wurde bekannt, dass Naber in einer Filmbiografie über den schwedischen Fußballspieler Zlatan Ibrahimović mitspielen soll. In der europäischen Koproduktion von Jens Sjögren soll er den niederländischen Fußballtrainer Ronald Koeman von Ajax Amsterdam darstellen, unter dem Ibrahimović (dargestellt als Erwachsener von Granit Rushiti) seine erfolgreiche Karriere im Ausland beginnen sollte.

## Filmografie (Auswahl)
- 1998: De Ziener
- 2004: Cool!
- 2004: Der sechste Mai (06/05)
- 2004: NPS Klassiek: Sentimenti
- 2004–2012: De vloer op (Fernsehserie, 12 Folgen)
- 2005: Johan
- 2005: Bitches (Fernsehserie, 3 Folgen)
- 2006: Spoorloos verdwenen (Fernsehserie, 1 Folge)
- 2006: Rauw (Fernsehserie, 2 Folgen)
- 2006: Black Book
- 2007: Sarah & Hij (Kurzfilm)
- 2007: De co-assistent (Fernsehserie, 2 Folgen)
- 2008: Verführerisches Spiel (Zomerhitte)
- 2008: Keyzer & de Boer advocaten (Fernsehserie, 1 Folge)
- 2009: Die letzten Tage der Emma Blank (De laatste dagen van Emma Blank)
- 2010: Vreemd bloed (Fernsehserie, 1 Folge)
- 2010: Lang & gelukkig
- 2010: Majesteit
- 2010: Richting west
- 2010: Loft
- 2011: Die Heineken Entführung (De Heineken ontvoering)
- 2011: Doctor Cheezy (Fernsehserie, 1 Folge)
- 2012: Van God los (Fernsehserie, 1 Folge)
- 2012: Golden Girls (Fernsehserie, 1 Folge)
- 2012: Die Akte Bellicher (Bellicher: Cel)
- 2012–2013: Lieve Liza (Fernsehserie, 10 Folgen)
- 2013: Bellicher (Fernsehserie, 2 Folgen)
- 2013: Lieve Céline (Fernsehfilm)
- 2013–2017: Penoza (Fernsehserie, 30 Folgen)
- 2014: Aanmodderfakker
- 2014: Welkom bij de Romeinen (Fernsehserie, 3 Folgen)
- 2015: Homies
- 2015–2016: Zwarte tulp  (Fernsehserie, 15 Folgen)
- 2016: Super Jack und Bruder Langohr (Jack bestelt een broertje)
- 2016: Fake (Fernsehfilm)
- 2016: Eng (Fernsehserie, 1 Folge)
- 2017: Het Verlangen
- 2017: De aflossing (Fernsehfilm)
- 2017: Tulipani: Liefde, eer en een fiets
- 2017: Oh Baby
- 2017: Top 2000 Short Movies (Fernsehserie, 1 Folge)
- 2018: Pfad des Kriegers (Redbad)
- 2018: My Foolish Heart
- 2018: Der Amsterdam-Krimi (Fernsehserie, 2 Folgen)
- 2019: Redbad – The Legend (Fernsehserie, 4 Folgen)
- 2019: Judas (Fernsehserie, 6 Folgen)
- 2019: Casting (Kurzfilm)
- 2019: Random Shit (Fernsehserie, 1 Folge)
- 2019: De 12 van Schouwendam  (Fernsehserie, 10 Folgen)
- 2020: Barrie Barista en het einde der tijden  (Fernsehserie, 1 Folge)
- 2020: A New Present (Kurzfilm)
- 2021: We Out Here (Fernsehserie, 1 Folge)
- 2021: Die Geschichte meiner Frau (The Story of My Wife)
- 2024: Hagen – Im Tal der Nibelungen

## Auszeichnungen
- 2010: Spezialpreis der Jury beim Niederländischen Filmfestival für Lang & gelukkig (gemeinsam mit dem Schauspielensemble)
- 2012: Theaterpreis Arlecchino für Dood van een handelsreiziger
- 2014: Goldenes Kalb für Aanmodderfakker (Bester Hauptdarsteller)
- 2015: Angela Award des SUBTITLE European Film Festival für Aanmodderfakker (Bester Darsteller)
- 2015: Musical-Preis für Lang en gelukkig (Bester Nebendarsteller)
- 2019: Goldenes Kalb für Judas (Beste Schauspielleistung in einem Fernsehdrama)